# Ejido el Barreno
Ejido el Barreno är en ort i Mexiko.   Den ligger i kommunen San Diego de la Unión och delstaten Guanajuato, i den centrala delen av landet, 290 km nordväst om huvudstaden Mexico City. Ejido el Barreno ligger 2 050 meter över havet och antalet invånare är 339.
Terrängen runt Ejido el Barreno är platt åt sydväst, men åt nordost är den kuperad. Runt Ejido el Barreno är det ganska glesbefolkat, med 38 invånare per kvadratkilometer. Närmaste större samhälle är San Diego de la Unión, 4,2 km norr om Ejido el Barreno. Omgivningarna runt Ejido el Barreno är i huvudsak ett öppet busklandskap.